# Dvůr Králové nad Labem (stacja kolejowa)
Dvůr Králové nad Labem – stacja kolejowa w miejscowości Dvůr Králové nad Labem, w kraju hradeckim, w Czechach. Jest ważnym węzłem kolejowym o znaczeniu regionalnym. Znajduje się na wysokości 345 m n.p.m.
Jest zarządzana przez Správę železnic. Na stacji znajdują się kasy biletowe, na których istnieje możliwość zakupu biletów na wszystkie pociągi w tym międzynarodowe oraz rezerwacji miejsc.

## Linie kolejowe
- 030 Jaroměř - Liberec